# Argenta
Argenta là một đô thịthuộc tỉnh Ferrara trong vùng Émilie-Romagne nước Ý. Đô thị này có diện tích 311 km², dân số thời điểm 31 tháng 12 năm 2004 là 21.971 người.
Đô thị này có làng trực thuộc: Anita, Bando, Benvignante, Boccaleone, Campotto, Consandolo, Filo, Longastrino, Ospitale Monacale, San Biagio, San Nicolò, Santa Maria Codifiume, Traghetto.
Đô thị này có làng giáp các đô thị sau: Alfonsine, Baricella, Comacchio, Conselice, Ferrara di Monte Baldo, Imola, Medicina, Molinella, Portomaggiore, Ravenne, Voghiera.